# Ferdinandshof
Ferdinandshof település Németországban, Mecklenburg-Elő-Pomeránia tartományban. Lakosainak száma 2709 fő (2023. december 31.).

## Népesség
A település népességének változása:
| Lakosok száma | 2667 | 2659 | 2660 | 2642 | 2732 | 2709 |
|               | 2012 | 2017 | 2019 | 2021 | 2022 | 2023 |